# Federal Hockey League 2016-2017
La Federal Hockey League 2016-2017 è la settima edizione di questo campionato.

## Squadre partecipanti
Inizialmente la lega sarebbe dovuta passare da sei ad otto squadre: alle sei squadre della stagione precedente si sarebbero dovute aggiungere i Watertown Wolves, al ritorno dopo un anno di stop dovuto a lavori al palazzo del ghiaccio, e i neonati St. Clair Shores Fighting Saints.
Nel mese di giugno Bruce Bennett, proprietario sia dei Brewster Bulldogs che dei Danbury Titans, dichiarò di volersi concentrare solo su questi ultimi, mettendo in vendita i Bulldogs. In assenza di un compratore, la squadra sospese ufficialmente le operazioni il 14 luglio successivo, con l'obiettivo di tornare per la stagione 2017-2018.
Anche i Dayton Demolition, ribattezzati Dayton Pro Hockey dopo il cambio di proprietà nel corso della stagione precedente, decisero di sospendere le attività per una stagione, a causa del mancato accordo per lo stadio, l'Hara Arena.
Nel mese di settembre venne accolta la richiesta di iscrizione dei neonati Cornwall Nationals, che portarono il numero di squadre a sette. Una squadra canadese mancava in FHL dalla scomparsa degli Akwesasne Warriors.

## Regular season
I Danville Dashers si sono aggiudicati il primo posto nella regular season con tre settimane di anticipo.

### Classifica
| Squadra             | PG | V  | VOT | POT | P  | GF  | GS  | Pt  | %     |
| ------------------- | -- | -- | --- | --- | -- | --- | --- | --- | ----- |
| Danville Dashers    | 56 | 39 | 4   | 4   | 9  | 229 | 121 | 129 | 0.768 |
| Berlin R. D.        | 56 | 28 | 3   | 4   | 21 | 236 | 195 | 94  | 0.560 |
| Danbury Titans      | 56 | 26 | 7   | 1   | 22 | 206 | 182 | 93  | 0.554 |
| Watertown Wolves    | 56 | 27 | 2   | 4   | 23 | 192 | 186 | 89  | 0.530 |
| Port Huron Prowlers | 56 | 23 | 3   | 9   | 21 | 224 | 213 | 84  | 0.500 |
| Cornwall Nationals  | 57 | 16 | 4   | 3   | 34 | 202 | 265 | 59  | 0.345 |
| SCS Fighting Saints | 55 | 11 | 3   | 1   | 40 | 142 | 260 | 40  | 0.242 |

Criteri: 1) miglior percentuale; 2) maggior numero di punti; 3) numero di vittorie; 4) scontri diretti; 5) differenza reti

## Play-off
Il tabellone dei play-off è stato reso noto il 3 aprile 2017.
|  | Semifinali | Semifinali       | Semifinali     | Semifinali | Semifinali |  |  | Finale | Finale           | Finale | Finale | Finale | Finale | Finale |  |
|  |            |                  |                |            |            |  |  |        |                  |        |        |        |        |        |  |
|  | 1          | Danville Dashers | 3              | 2          | 3          |  |  |        |                  |        |        |        |        |        |  |
|  | 4          | Watertown Wolves | 1              | 3          | 2          |  |  | 1      | Danville Dashers | 0      | 4†     | 3      | 2      | 4      |  |
|  | 2          | Berlin R. D.     | Berlin R. D.   | 3          | 4          |  |  | 2      | Berlin R. D.     | 1      | 3      | 7      | 1      | 1      |  |
|  | 3          | Danbury Titans   | Danbury Titans | 2          | 2          |  |  |        |                  |        |        |        |        |        |  |

Legenda: † = incontro terminato ai supplementari
I Danville Dashers vincono la loro prima Commissioner's Cup.

## Premi
| Premio                     | Vincitore            | Squadra             |
| -------------------------- | -------------------- | ------------------- |
| MVP                        | Matt Robertson       | Port Huron Prowlers |
| MVP - Playoff              | Gehrett Sargis       | Danville Dashers    |
| Miglior portiere           | Louie George         | Danville Dashers    |
| Miglior difensore          | Brad Denney          | Danville Dashers    |
| Miglior difensore          | Easton Oliver        | Danville Dashers    |
| Miglior attaccante         | Ahmed Mahfouz        | Port Huron Prowlers |
| Miglior attaccante         | Brett Liscomb        | Watertown Wolves    |
| Miglior attaccante         | Justin Brausen       | Danville Dashers    |
| Miglior marcatore - Punti  | Ahmed Mahfouz (103)  | Port Huron Prowlers |
| Miglior marcatore - Gol    | Matt Robertson (38)  | Port Huron Prowlers |
| Miglior marcatore - Assist | Ahmed Mahfouz (78)   | Port Huron Prowlers |
| Rookie dell'anno           | Dominik Synek        | Berlin R. D.        |
| Miglior Plus/Minus         | Justin Brausen (+66) | Danville Dashers    |
| Miglior allenatore         | Steve Harrison       | Danville Dashers    |